# Kim Johnsson
Kim Johnsson (* 16. März 1976 in Malmö) ist ein ehemaliger schwedischer Eishockeyspieler, der im Verlauf seiner aktiven Karriere zwischen 1993 und 2010 unter anderem 782 Spiele für die New York Rangers, Philadelphia Flyers, Minnesota Wild und die Chicago Blackhawks in der National Hockey League sowie 212 weitere für seinen Stammverein Malmö Redhawks in der schwedischen Elitserien auf der Position des Verteidigers bestritten hat. Johnsson gewann insbesondere auf internationaler Ebene mit der schwedischen Nationalmannschaft zahlreiche Medaillen, darunter die Goldmedaille bei der Weltmeisterschaft 1998.

## Karriere
Johnsson stammt aus dem Nachwuchs der Malmö Redhawks und gab in der Spielzeit 1993/94 sein Debüt für das Profiteam des Vereins in der Elitserien. Während des NHL Entry Draft 1994 wurde an insgesamt 286. Stelle von den New York Rangers ausgewählt. Er blieb jedoch bis 1999 bei den Redhawks und etablierte sich dort als zuverlässiger Verteidiger. 
Zwischen 1999 und 2001 absolvierte er zwei NHL-Spielzeiten für die Rangers, bevor er im August 2001 zusammen mit Jan Hlaváč und Pavel Brendl an die Philadelphia Flyers abgegeben wurde. Im Gegenzug erhielten die Rangers Eric Lindros. Während des Lockout in der NHL-Saison 2004/05 ging er für den HC Ambrì-Piotta in der Schweizer Nationalliga A auf das Eis.
Nach vier Jahren in Philadelphia unterschrieb Johnsson am 1. Juli 2006 einen Vierjahresvertrag bei den Minnesota Wild. Kurz vor Ende der Trade Deadline wurde er in der Saison 2009/10 zu den Chicago Blackhawks transferiert. Mit diesen gewann er am Saisonende erstmals in seiner Laufbahn den Stanley Cup. Eine Gehirnerschütterung hinderte ihn allerdings daran, die letzten 14 Spiele der regulären Saison sowie die gesamten Playoffs zu bestreiten, weshalb sein Name nicht auf dem Pokal eingraviert wurde. Aufgrund anhaltender Schwindel-Symptome beendete er seine Karriere im Sommer 2010.

### International
Johnsson nahm für Schweden an den Olympischen Winterspielen 2002 in Salt Lake City teil. Zudem bestritt er die U18-Junioren-Europameisterschaft 1994, die Weltmeisterschaft 1998, 1999, 2001 und 2002 sowie den World Cup of Hockey 2004. Dabei gewann er 1998 die Goldmedaille und drei weitere Bronzemedaillen.

## Erfolge und Auszeichnungen
- 2001 Schwedisches All-Star-Team

### International
| - 1994 Goldmedaille bei der U18-Junioren-Europameisterschaft - 1996 Silbermedaille bei der Junioren-Weltmeisterschaft - 1998 Goldmedaille bei der Weltmeisterschaft - 1999 Bronzemedaille bei der Weltmeisterschaft | - 2001 Bronzemedaille bei der Weltmeisterschaft - 2001 Bester Verteidiger der Weltmeisterschaft - 2001 All-Star-Team der Weltmeisterschaft - 2002 Bronzemedaille bei der Weltmeisterschaft |

## Karrierestatistik

### International
Vertrat Schweden bei:
| - U18-Junioren-Europameisterschaft 1994 - U20-Junioren-Weltmeisterschaft 1996 - Weltmeisterschaft 1998 - Weltmeisterschaft 1999 | - Weltmeisterschaft 2001 - Olympischen Winterspielen 2002 - Weltmeisterschaft 2002 - World Cup of Hockey 2004 |

(Legende zur Spielerstatistik: Sp oder GP = absolvierte Spiele; T oder G = erzielte Tore; V oder A = erzielte Assists; Pkt oder Pts = erzielte Scorerpunkte; SM oder PIM = erhaltene Strafminuten; +/− = Plus/Minus-Bilanz; PP = erzielte Überzahltore; SH = erzielte Unterzahltore; GW = erzielte Siegtore; 1 Play-downs/Relegation; Kursiv: Statistik nicht vollständig)